# Vilém Michl mladší
Vilém Michl mladší (1. ledna 1859 Slaný – 22. srpna 1936 tamtéž) byl český průmyslník, konstruktér a strojírenský podnikatel. Roku 1894 se stal zakladatelem a majitelem dílny na výrobu bicyklů a později i motocyklů značky Orion, která se tak stala nejstarší českou specializovanou firmou na výrobu jízdních kol a motocyklů, a jednou z prvních v celém Rakousku-Uhersku. V čele závodu stál až do jeho zániku v roce 1932.

## Život

### Mládí
Narodil se ve Slaném do rodiny veřejně činného měšťana Viléma Michla staršího. Získal základní a střední vzdělání. Od mládí se věnoval cyklistice a velocipedistice, roku 1887 inicioval ve Slaném vznik sportovního a cyklistického klubu, jednoho z prvních v Čechách, jehož se následně stal předsedou.

### Podnikání
Jelikož se všechny bicykly musely do Čech dovážet, pokusil se Michl vytvořit domácí výrobu kol. V dubnu roku 1894 otevřel ve Slaném dílnu s několika dělníky zabývající se výrobou a opravou jízdních kol. Jen rok nato byl založen obdobný závod pod značkou Laurin & Klement založený Václavem Klementem a Václavem Laurinem v Mladé Boleslavi. Se svými produkty slavila firma rychlý úspěch a již roku 1895 Michl nechal pro svůj závod vystavět nový tovární areál v lokalitě na Skalkách u Slaného. Soustružnickou dílnu zde poháněl parní stroj, který Michl osobně vyrobil. Nedaleko továrny žil s rodinou v prostorné vile.

### MotocyklyOrion
Podobně jako další tehdejší cyklovýrobní závody, i Michlova firma se záhy začala zajímat o konstrukci motocyklu, tedy v základu tělesa bicyklu poháněného spalovacím motorem. První stroj byl v závodu vyroben roku 1902 pod značkou Orion o výkonu 2 HP. Po úspěšné účasti na výstavě v Lipsku začala firma se sériovou výrobou motocyklů Orion v různých typových řadách. Jako jedna z prvních firem uvedla také stroje určené ženám, se sníženým rámem umožňujícím mimo jiné jízdu v sukni. Vedle jízdních kol a motorek patřily k produktům závodu také signální a kontrolní důlní přístroje, drobné domácí spotřebiče či zemědělské stroje. V době svého největšího rozmachu zaměstnával Michl ve svém závodu přes 120 dělníků, techniků a úředníků.

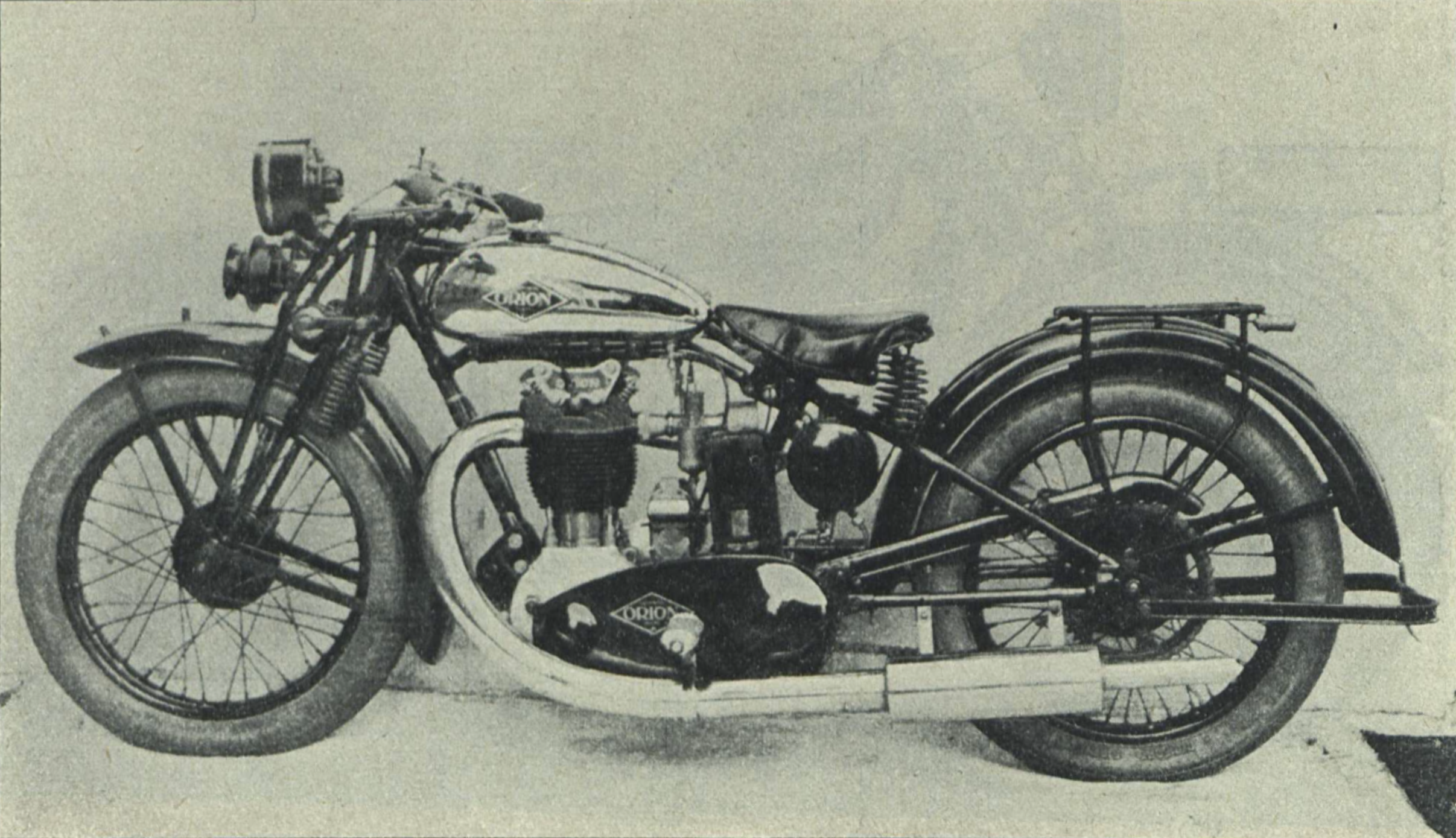
Orion 500 ccm F58 A

Po celou dobu existence závodu představovala mladoboleslavská firma Laurin & Klement největšího konkurenta Michlovy firmy. I po jejich vzoru se Michl rozhodl investovat do vývoje a výroby leteckých motorů, rovněž pod značkou Orion, které byly testovány například pražským leteckým závodem Aero. Technicky ale neobstály a ze zakázky sešlo. V kombinaci s probíhající hospodářskou krizí a novou sílící motocyklovou značkou Jawa bylo další pokračování závodu neúnosné a firma tak roku 1932 vyhlásila bankrot. Michl se postaral, aby všichni z propuštěných dělníků dostali řádné odstupné, které vydalo za téměř celou hodnotu firmy.

### Úmrtí
Vilém Michl mladší zemřel ve Slaném 22. srpna 1936 ve věku 77 let. Pohřben byl v rodinné hrobce na Městském hřbitově ve Slaném.

### Rodinný život
Roku 1891 se oženil s Marií Čížkovou, počali společně syny Viléma, Zdeňka a Miloše.